# Pézilla-la-Rivière
Pézilla-la-Rivière (em catalão:  Pesillà de la Ribera) é uma comuna francesa na região administrativa da Occitânia, no departamento dos Pirenéus Orientais. Estende-se por uma área de 15.62 km², com 3.737 habitantes, segundo o censo de 2018, com uma densidade de 240 hab/km².